# Степени ред
У математици, степени ред (једне променљиве) је ред облика
{\displaystyle f(x)=\sum _{n=0}^{\infty }a_{n}\left(x-c\right)^{n}=a_{0}+a_{1}(x-c)+a_{2}(x-c)^{2}+a_{3}(x-c)^{3}+\cdots }
где an представља коефицијент n-тог сабирка, c је константа, а x је променљива близу c. Ови редови се често јављају у виду Тејлорових редова неке дате функције; у чланку о Тејлоровим редовима се могу наћи примери.
Јако често се узима да је c једнако нули, на пример, када се разматрају Маклоренови редови. 
У овим случајевима, степени ред има једноставнији облик
{\displaystyle f(x)=\sum _{n=0}^{\infty }a_{n}x^{n}=a_{0}+a_{1}x+a_{2}x^{2}+a_{3}x^{3}+\cdots .}
Овакви степени редови се јављају углавном у анализи, али такође и у комбинаторици (као генераторне функције) и у обради сигнала.

## Примери
Сваки полином се лако може изразити као степени ред код тачке c, мада му је већина коефицијената једнака нули. На пример, полином {\displaystyle f(x)=x^{2}+2x+3} се може записати као степени ред око {\displaystyle c=0} облика
{\displaystyle f(x)=3+2x+1x^{2}+0x^{3}+0x^{4}+\cdots \,}
или око центра {\displaystyle c=1} као
{\displaystyle f(x)=6+4(x-1)+1(x-1)^{2}+0(x-1)^{3}+0(x-1)^{4}+\cdots \,}
или око било ког другог центра c. Степени редови се могу посматрати као полиноми бесконачног реда, мада они нису полиноми.
Формула геометријског реда
{\displaystyle {\frac {1}{1-x}}=\sum _{n=0}^{\infty }x^{n}=1+x+x^{2}+x^{3}+\cdots ,}
која важи за {\displaystyle |x|<1}, је једна од најважнијих примера степеног реда, као и формула експоненцијалне функције
{\displaystyle e^{x}=\sum _{n=0}^{\infty }{\frac {x^{n}}{n!}}=1+x+{\frac {x^{2}}{2!}}+{\frac {x^{3}}{3!}}+\cdots ,}
и синусна формула
{\displaystyle \sin(x)=\sum _{n=0}^{\infty }{\frac {(-1)^{n}x^{2n+1}}{(2n+1)!}}=x-{\frac {x^{3}}{3!}}+{\frac {x^{5}}{5!}}-{\frac {x^{7}}{7!}}+\cdots ,}
која важи за свако реално x.
Ови степени редови су такође и примери Тејлорових редова. Међутим, постоје степени редови који нису Тејлорови редови ниједне функције, на пример
{\displaystyle \sum _{n=0}^{\infty }n!x^{n}=1+x+2!x^{2}+3!x^{3}+\cdots .}
Негативни степени нису дозвољени у степеним редовима, на пример {\displaystyle 1+x^{-1}+x^{-2}+\cdots }
се не сматра степеним редом (мада јесте Лоренов ред). Слично, разломљени степенови, као што је {\displaystyle x^{1/2}} нису дозвољени (види Писеов ред). Коефицијенти {\displaystyle a_{n}} не смеју да зависе од {\displaystyle x}, стога на пример:
{\displaystyle \sin(x)x+\sin(2x)x^{2}+\sin(3x)x^{3}+\cdots \,} није степени ред.

## Радијус конвергенције
Степени ред сигурно конвергира за неке вредности променљиве x (барем за x = c) а за остале може да дивергира. Увек постоји број r, 0 ≤  ≤ ∞ такав да ред конвергира кад год је | − | < r и дивергира кад год | − | > r. Број r се назива радијус конвергенције (или стпен конвергенције) степеног реда; у општем случају, радијус конвергенције је одређен изразом
{\displaystyle r=\liminf _{n\to \infty }\left|a_{n}\right|^{-{\frac {1}{n}}}}
или, еквивалентно, 
{\displaystyle r^{-1}=\limsup _{n\to \infty }\left|a_{n}\right|^{\frac {1}{n}}}
(види лимес супериор и лимес инфериор). Брз начин да се израчуна је 
{\displaystyle r^{-1}=\lim _{n\to \infty }\left|{a_{n+1} \over a_{n}}\right|}
ако овај лимес постоји.
Ред конвергира апсолутно за  и униформно на сваком непрекидном подскупу { : | − | < }.
За , се не може у општем случају рећи да ли ред конвергира или дивергира. Међутим, Абелова теорема каже да је сума реда непрекидна на x ако ред конвергира на x.

## Операције са степеним редовима

### Сабирање и одузимање
Када се две функције, f и g декомпонују у степени ред око истог центра c, степени ред збира или разлике функција се може наћи сабирањем или одузимањем члан по члан. То јест, ако:
{\displaystyle f(x)=\sum _{n=0}^{\infty }a_{n}(x-c)^{n}}
{\displaystyle g(x)=\sum _{n=0}^{\infty }b_{n}(x-c)^{n}}
онда
{\displaystyle f(x)\pm g(x)=\sum _{n=0}^{\infty }(a_{n}\pm b_{n})(x-c)^{n}}

### Множење и дељење
Уз исте дефиниције као и горе, степени ред производа или количника функција се може добити на следећи начин:
{\displaystyle f(x)g(x)=\left(\sum _{n=0}^{\infty }a_{n}(x-c)^{n}\right)\left(\sum _{n=0}^{\infty }b_{n}(x-c)^{n}\right)}
{\displaystyle =\sum _{i=0}^{\infty }\sum _{j=0}^{\infty }a_{i}b_{j}(x-c)^{i+j}}
{\displaystyle =\sum _{n=0}^{\infty }\left(\sum _{i=0}^{n}a_{i}b_{n-i}\right)(x-c)^{n}.}
Низ {\displaystyle m_{n}:=\sum _{i=0}^{n}a_{i}b_{n-i}} је познат као конволуција низова {\displaystyle a_{n}}
и {\displaystyle b_{n}}.
Приметимо, за дељење:
{\displaystyle {f(x) \over g(x)}={\sum _{n=0}^{\infty }a_{n}(x-c)^{n} \over \sum _{n=0}^{\infty }b_{n}(x-c)^{n}}=\sum _{n=0}^{\infty }d_{n}(x-c)^{n}}
{\displaystyle f(x)=\left(\sum _{n=0}^{\infty }b_{n}(x-c)^{n}\right)\left(\sum _{n=0}^{\infty }d_{n}(x-c)^{n}\right)}
а затим се користе горњи изрази, упоређујући коефицијенте.

### Диференцирање и интеграција
Ако је функција дата као стпеени ред, она је непрекидна где год конвергира, и диференцијабилна је на унутрашњости овог скупа. Може се диференцирати или интегралити врло једноставно, члан по члан:
{\displaystyle f^{\prime }(x)=\sum _{n=1}^{\infty }a_{n}n\left(x-c\right)^{n-1}}
{\displaystyle \int f(x)\,dx=\sum _{n=0}^{\infty }{\frac {a_{n}\left(x-c\right)^{n+1}}{n+1}}+C}
Оба ова реда имају исти радијус конвергенције као и почетни.

## Аналитичке функције
Функција f дефинисана на неком отвореном подскупу U од R или C се назива аналитичком ако је локално задата степеним редом. Ово значи да свако  ∈  има отворену околину V ⊆ , такву да постоји степени ред са центром a који конвергира функцији f(x) за свако  ∈ . 
Сваки степени ред са позитивним радијусом конвергенције је аналитички на унутрашњости своје области конвергенције. Све холоморфне функције су комплексно-аналитичке. Суме и производи аналитичких функција су аналитичке, као и количници, све док именилац није нула. 

## Формални степени редови
У апстрактној алгебри, покушава се да се извуче суштина степених редова, без ограничавања на поља реалних и комплексних бројева и без потребе да се говори о конвергенцији. Ово доводи до концепта формалног степеног реда. Овај концепт је од великог значаја у комбинаторици.

## Степени редови више променљивих
Степени редови више променљивих су дефинисани на следећи начин
{\displaystyle f(x_{1},\dots ,x_{n})=\sum _{j_{1},\dots ,j_{n}=0}^{\infty }a_{j_{1},\dots ,j_{n}}\prod _{k=1}^{n}\left(x_{k}-c_{k}\right)^{j_{k}},}
где је  вектор природних бројева, коефицијенти
 су обично реални или комплексни бројеви, а центар  и аргумент  су обично реални или комплексни вектори. Једноставнија нотација је 
{\displaystyle f(x)=\sum _{\alpha \in \mathbb {N} ^{n}}a_{\alpha }\left(x-c\right)^{\alpha }.}